# La Martinière de Lucknow
Pour les articles homonymes, voir La Martinière et Martinière.
La Martinière College est un établissement d'enseignement situé à Lucknow, la capitale de l'État indien d'Uttar Pradesh. Il se compose de deux écoles réparties sur différents campus pour les garçons et les filles. L'école pour garçons a été fondée en 1845 et celle pour filles en 1869. L'école pour garçons est la seule école au monde à avoir reçu les honneurs royaux de bataille pour son rôle dans la défense de Lucknow pendant la révolte des cipayes de 1857.
Les deux écoles de Lucknow font partie de la famille des  écoles de la Martinière fondée par le Major-Général Claude Martin. Deux autres écoles de la Martinière sont présentes à Calcutta et trois à Lyon.
La Martinière College accueille des élèves âgés de cinq à 17 ou 18 ans, de toutes confessions religieuses, en pensionnaire ou demi-pensionnaire. Il propose une éducation libérale dispensée en langue anglaise. C'est l'un des établissements les plus prestigieux d'Inde, se retrouvant souvent classé parmi les meilleures écoles indiennes.
The Economist a décrit le palais de Constantia comme «peut-être le bâtiment colonial le mieux conservé de Lucknow».

## Claude Martin - le fondateur

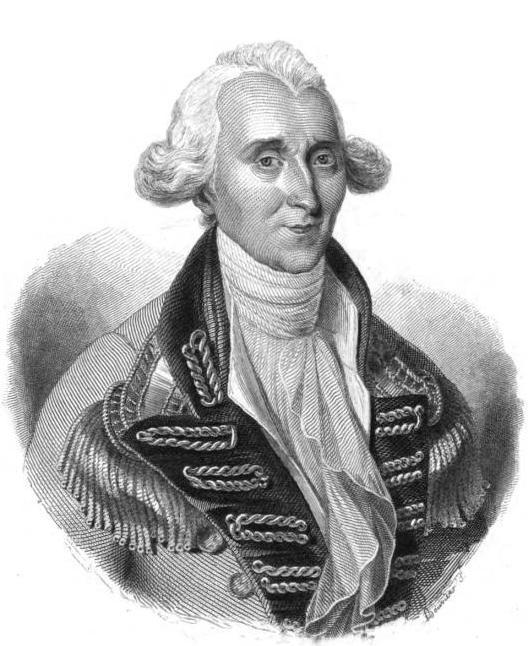
Claude Martin

L'école pour garçons de La Martinière a été fondée par une dotation du riche aventurier français, le Major-Général Claude Martin (1735-1800), officier dans la Compagnie française des Indes orientales, puis plus tard, dans la Compagnie britannique des Indes orientales. Martin a acquis sa fortune en servant Asaf-ud-Daulah, le Nawab Wazir d'Awadh, et était réputé être le plus riche Français des Indes. Constantia, le bâtiment palatial qui abrite aujourd’hui l'école pour garçons, a été construit en 1785 pour servir de résidence principale au Major-Général Claude Martin, mais n'a été achevé qu'en 1802, deux ans après sa mort, le 13 septembre 1800. Les historiens pensent que le palais prend son nom de la devise Labore et Constantia (Par le travail et par la persévérance) qui représente la philosophie personnelle de Martin. Il y a une idée plus romantique, quoique non prouvée, selon laquelle le bâtiment s'appelle ainsi en l'honneur de Constance, une jeune Française qui était a priori le premier amour de Martin.
Claude Martin ne s'est jamais marié et il n'a pas eu d'héritiers. Dans son testament, daté du 1er janvier 1800, il a légué la majeure partie de son domaine pour prévoir la création de trois écoles appelées La Martinière en sa mémoire. Les écoles devaient être situées à Lucknow, Calcutta et Lyon, sa ville natale en France. Le reste de son héritage après les legs a été utilisé pour les frais de maintenance de ces écoles. Il a ordonné que l'école à Lucknow soit établie à Constantia et que la maison soit tenue comme « une école ou un collège pour apprendre aux jeunes hommes la langue anglaise et la religion chrétienne s'ils y étaient enclins ».
Martin a ordonné dans son testament que son « corps soit salé, mis en esprit ou embaumé », et placé dans un cercueil en plomb dans une voûte sous la maison. Sa tombe devait porter une plaque portant l'inscription suivante :
| Texte initial Major-Général Claude Martin. Arrived in India as a common soldier and died at Lucknow on the 13th of September, 1800, as a Major-General. He is buried in this tomb. Pray for his soul. | Traduction Le major-général Claude Martin. Arrivé en Inde en tant que simple soldat et mort à Lucknow le 13 septembre 1800, en tant que major-général. Il est enterré dans cette tombe. Priez pour son âme. |

Il est de coutume de croire que Claude Martin a été motivé non seulement par la vanité, mais aussi par le désir de protéger sa propriété après sa mort et d'empêcher ainsi son ami, le Nawab, de l'acquérir. Il savait qu'en s'étant enterré ici, lui, un chrétien, le bâtiment ne pourrait plus jamais être sacré aux yeux du Nawab musulman. Chandan Mitra, dans son livre Constant Glory, pense autrement. Il écrit que : « les plans de Constantia montrent que le mausolée du sous-sol faisait partie du schéma original pour le bâtiment et n'était pas inclus comme une réflexion tardive pour se prémunir contre la réquisition ».
Claude Martin a été dûment enterré dans une voûte spécialement préparée dans le sous-sol de la maison. Ainsi Constantia est devenu à la fois une école et un mausolée. C'est le plus grand monument funéraire européen en Inde, et l'historien William Dalrymple l'a décrit comme « la réponse de la Compagnie des Indes orientales au Taj Mahal ».

## Histoire de La Martinière

### La Martinière: les premières années
Après la mort de Claude Martin, il y eut des conflits prolongés dans la Haute Cour de Calcutta et, par conséquent, son testament ne fut validé qu'en 1840. Entre-temps, le bâtiment de Constantia fut utilisé comme maison d'hôtes pour les Européens en visite. L'école a finalement ouvert ses portes le 1er octobre 1845 avec environ soixante-dix garçons. Le premier directeur était John Newmarch. Au départ, l'école n'était ouverte qu'aux blancs.
Contrairement à La Martinière de Calcutta, l'école de Lucknow était techniquement établie en dehors du territoire britannique. Ainsi, dès le début, son interaction avec la société locale était fréquente. Il y avait aussi une antenne de l'école pour les indigènes dans le Maqbara Umjid Ali Shah à Hazratgunj au centre de Lucknow. Il était prévu de déplacer l'école autochtone vers un lieu différent, même si on ne sait pas si cela a effectivement eu lieu.
Le premier défi majeur pour l'école de la Martinière a été les événements de 1857 lorsqu'il fallut quitter ses locaux et aider à défendre Lucknow.

### La Martinière pendant la révolte des cipayes de 1857

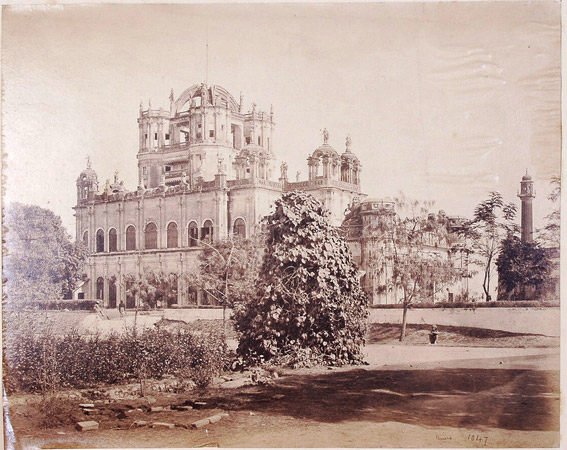
Constantia avant la révolte

Les événements de 1857 ont vu la fabrication de la légende militaire Martinienne. Pour la première fois dans l'histoire, la Grande-Bretagne a demandé à des écoliers de participer à un conflit militaire, à savoir la défense de la résidence de Lucknow. Les noms de huit membres du personnel, soixante-sept garçons et un enseigne (ancien élève) sont inscrits sur le « Roll of Honour, defence of the Residency 1857 » à La Martinière de Lucknow. Le siège a commencé le 30 juin 1857. Au début de juin, le commissaire en chef d'Oudh, Sir Henry Lawrence a ordonné la fuite de la Martinière et, pendant plusieurs jours, les garçons se sont rendus de la résidence au lieu de stockage de provisions de l'école. Les forces au sein de la résidence étaient composées de troupes britanniques et indiennes et de volontaires civils, y compris un certain nombre d'anglo-indiens. Le contingent de La Martinière était commandé par le directeur, M. George Schilling. La résidence a été assiégée pendant quatre-vingts jours, jusqu'à ce qu'elle soit libérée par Sir Colin Campbell en novembre 1857.

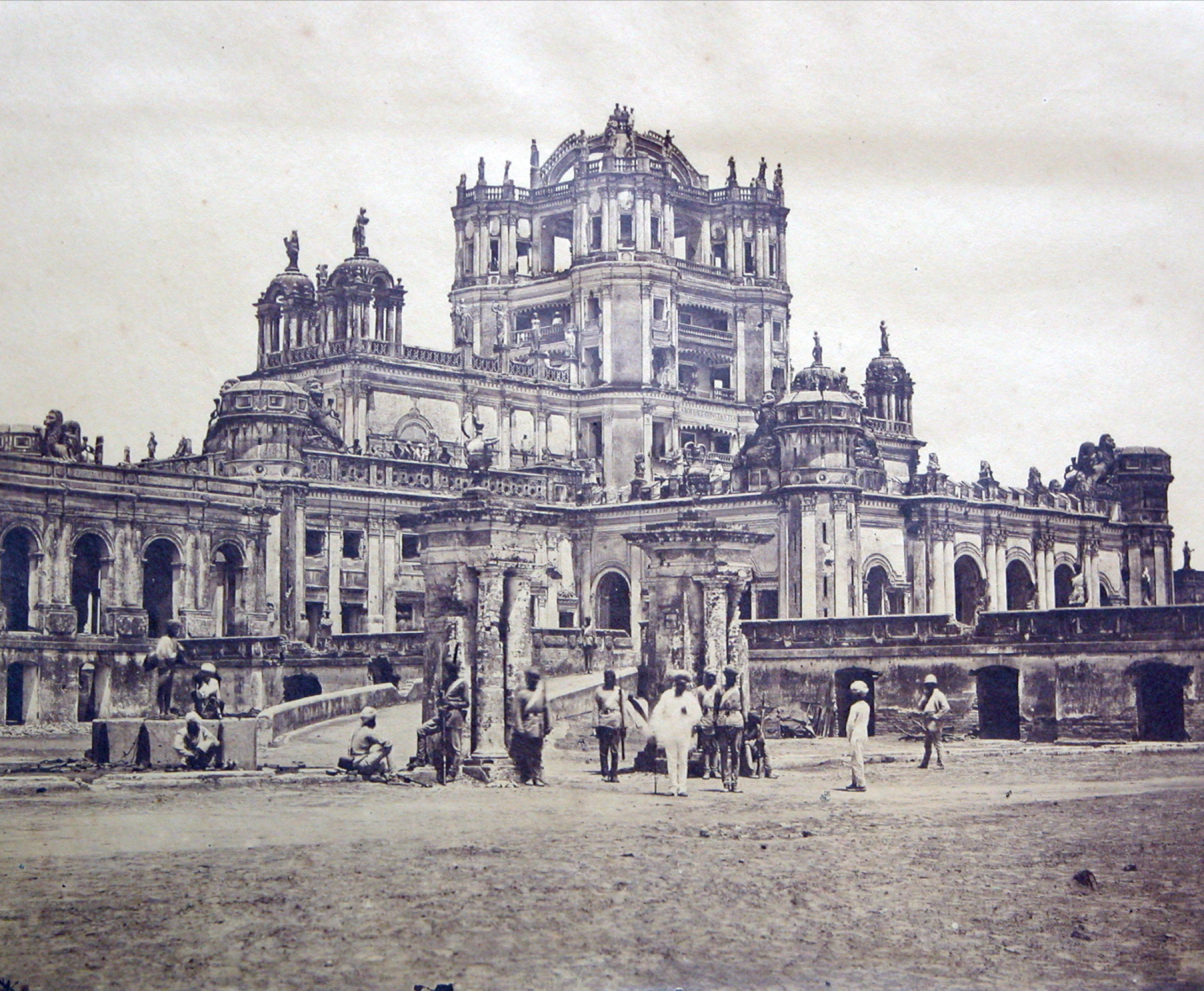
La Martiniere en 1858

Le rôle des garçons et des maîtres de La Martinière a été bien documenté dans le livre de 1987 de Chandan Mitra intitulé Constant Glory - La Martinière saga 1836–1986. Les fortifications de la résidence et les maisons défendues avaient environ un kilomètre de circonférence et le contingent de La Martinière, ainsi que le détachement du 32ème régiment à pied, étaient en garnison dans une maison fortement bâtie contenant des tykhanas (cellules) et des sous-sols contigus. Le lieu était connu sous le nom de The Martinière Post et était à seulement neuf mètres de distance de Johannes House, détenue par les rebelles, et, par conséquent, exposée à de gros bombardements.
Outre les combats réels, les garçons ont effectué un certain nombre de tâches dans le complexe de la résidence : certains ont envoyé des messages à l'hôpital, surveillés les malades et blessés, broyé le maïs et ont équipé le télégraphe reliant la résidence à Alam Bagh. D'autres ont été affectés à des tâches domestiques à la place des serviteurs indigènes qui s'étaient échappés. Malgré les dangers, les victimes parmi les garçons furent peu nombreuses. Deux sont morts de dysenterie et deux autres ont été blessés en combat. Leur régime quotidien consistait en une soupe de mouton et de buffle. Une fois, une mine a soufflé dans la salle extérieure de The Martinière Post, mais les garçons ont défendu la brèche et, après plusieurs jours de combats acharnés, ont réussi à chasser l'ennemi logé en face de leur camp.

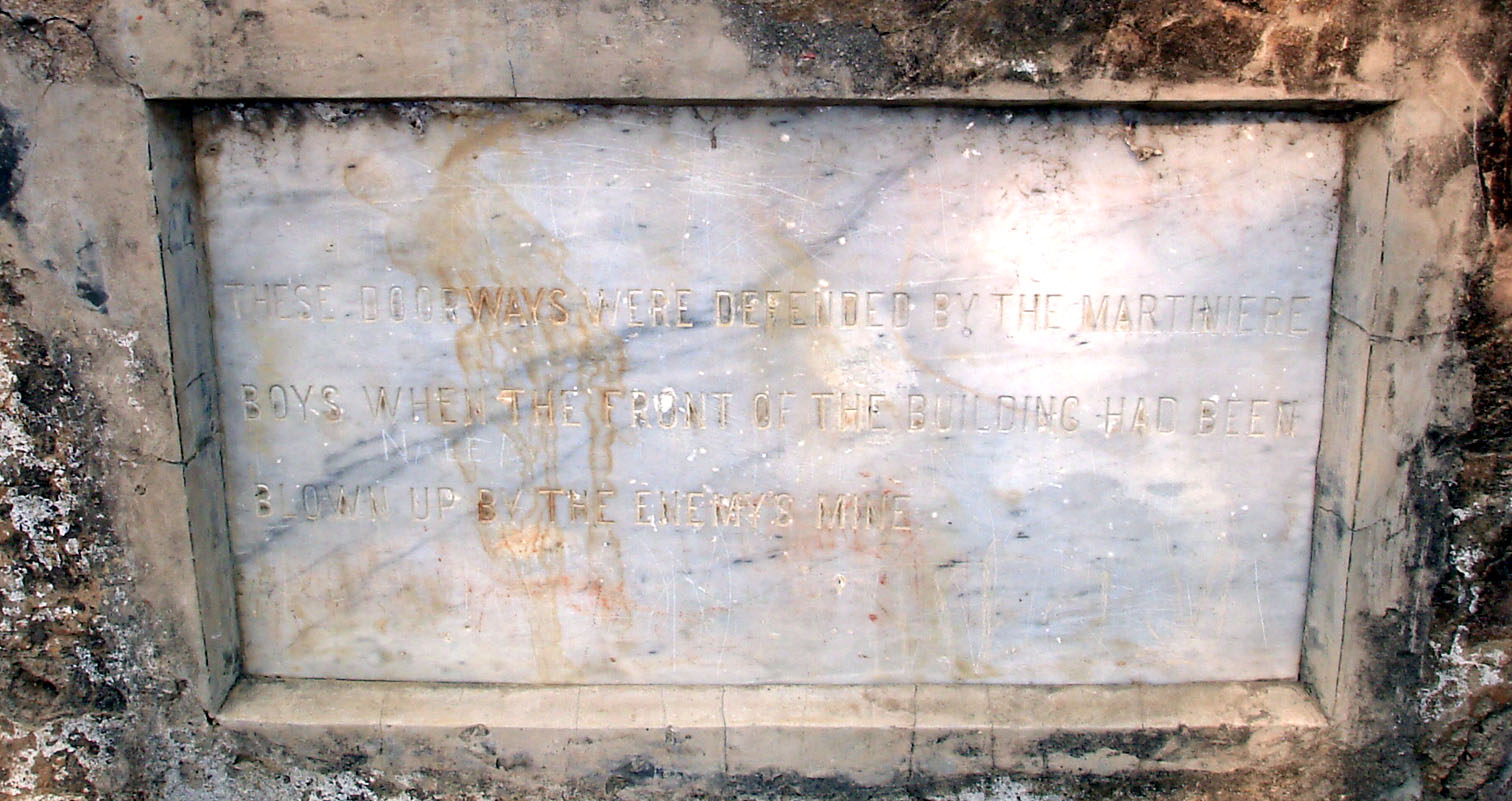
Plaque - « Ces portes ont été défendues par les garçons de La Martinière lorsque le devant de l'immeuble avait été détruit par une mine de l'ennemi »

Le major Gorman dans son livre Great Exploits - The Siege of Lucknow a écrit que les garçons de La Martinière ont érigé un sémaphore amateur sur la tour de la résidence à partir des instructions données dans un certain nombre Penny Cyclopædia. Le sémaphore a permis au général Outram de conseiller au commandant de la force de soulèvement, Colin Campbell, restez à bonne distance de la ville, évitant ainsi les lourdes batteries ennemies présentes sur la route directe vers la résidence. Les combats les plus féroces de l'avancement qui suivit eurent lieu à La Martinière, fortement défendu par les mutins. Sir Colin les délogea et occupa l'école, créant un autre sémaphore sur son toit pour communiquer avec Outram. Le contingent de La Martinière participa à l'évacuation secrète de la résidence, et au voyage de six semaines à travers l'Inde qui suivit, jusqu'à ce qu'il arrive enfin en bateau à Benares. Après le siège, l'école a été déplacé temporairement à Benares. Des salles de classe ont été établies dans des bungalows et la routine scolaire a recommencé.

### Récompenses et honneurs de guerre
Le leadership du directeur Schilling a bien été récompensé. Il est devenu un taluqdar, ou noble d'Oudh, avec un domaine d'une valeur de 30 000 livres, s'assurant ainsi une retraite confortable en Angleterre. La contribution de La Martinière a été officiellement reconnue dans la proclamation de la Reine Victoria en 1858. Le personnel et les garçons qui ont servi pendant la révolte ont tous reçu la Indian Mutiny Medal, sur laquelle sont inscrits les mots « Défense de Lucknow » (en anglais), en reconnaissance de leur courage et leur ténacité.
Les récompenses ont été notifiées au directeur le 5 février 1861 par une lettre du commissaire en chef d'Oudh. Cependant, ce n'est qu'en 1932, à la suite d'une demande de l'école, que le gouvernement britannique a reconnu le rôle de Martinière en 1857. L'école obtînt le droit, à l'occasion de la cérémonie, de porter une « couleur » ou un drapeau de style régimentaire de l'armée britannique portant ses propres armoiries avec une image de la résidence et les mots «Défense de Lucknow, 1857». C'est ainsi devenu la seule école au monde à obtenir un honneur de bataille britannique. L'Université McGill au Canada est le seul autre établissement d'enseignement de l'Empire britannique à obtenir le même honneur pour son rôle dans la Première Guerre mondiale.
L'évêque Cotton a fait référence à l'action de La Martinière, à la cathédrale Saint-Paul de Calcutta, le 28 juillet 1860 : 

Public thanksgiving to Almighty God for deliverance from the sepoy revolt should take expression in the form of schools for the children of the Community that had stood so nobly by England in her hour of need and which shed its blood for kinsmen across the seas.

Le drapeau n'a pas été affiché publiquement depuis 1947 car le sujet a provoqué une certaine ambivalence. Satish Bhatnagar, auteur de Bright Renown: La Martinière College Lucknow commente: « J'ai demandé une fois au directeur pourquoi l'école cache ses honneurs. Il a dit qu'il ne savait pas comment le gouvernement indien le prendrait. ».

### La Martinière après 1857

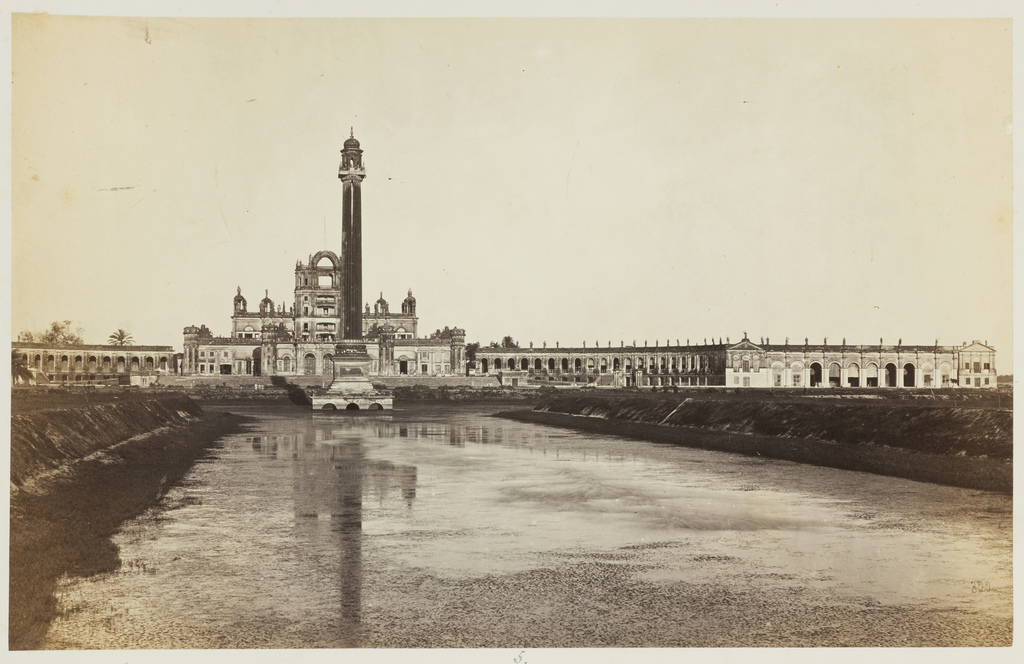
La Martinière en 1862 (Shepherd & Robertson)

La Martinière de Lucknow, comme son homologue à Calcutta, s'est rapidement développée après révolte des cipayes. Il y avait 148 élèves en 1859, mais le nombre est passé à 277 en 1862. Les pensionnaires provenaient de toute la province : Pratapgarh, Mirzapur, Gorakhpur, Allahabad, Kanpur et Etawah.
Les archives scolaires montrent qu'en 1865, plus de 120 garçons sont admis au département supérieur du Collège d'ingénieur civil de Roorkee.
Dans les années suivant la révolte, la ville de Lucknow, maintenant sous la Couronne britannique, a été entièrement redessinée. La Martinière apparaît alors comme un avant-poste de l'Empire britannique et elle acquit les traditions des écoles publiques anglaises.
En 1869, l'école pour filles de La Martinière est fondée et, en 1871, elle déménage à son emplacement actuel dans le complexe de Khurshid Manzil. Initialement, l'école pour filles était sous la direction de l'école des garçons. Le principal de La Martinière était chargé en général des écoles pour garçons et pour filles, avec l'école pour filles gérée par une directrice.
La fin du XIXe siècle et le début du XXe siècle vit l’émergence de l'école comme l'école d'élite préférée de l'aristocratie terrienne d'Awadh.
En 1945, l'école a célébré son centenaire.
À la suite d'une menace d'invasion par les Japonais pendant la Seconde Guerre mondiale, les écoles de Calcutta ont été installées à Lucknow.
Après l'Indépendance indienne, le programme a été changé en 1947, l'ourdou étant abandonné comme matière obligatoire et remplacé par l'hindi. Beaucoup d'anglo-indiens, étudiants comme professeurs, sont alors partis pour la Grande-Bretagne et l'Australie. Cette tendance se poursuivra jusqu'au milieu des années soixante-dix.
En 1951, M. Meredith Doutre est nommé premier principal indien de l'école. Il a été ensuite remplacé par Col HRH Daniels dans les années 1960 et puis par M. DEW Shaw au milieu des années 1970. La majeure partie des étudiants provenaient des classes moyennes et moyennes supérieures.
En 1960, des inondations eurent lieu sur les terrains à cause de la rivière Gomtî, entraînant l'évacuation du personnel et des garçons vers un terrain plus élevé. En 1962 et 1971, de nouvelles inondations majeures se sont produites qui ont menacé le bâtiment. Le gouvernement a construit une protection en 1973-1974 qui a séparé le lac de l'école, réduisant ainsi considérablement le cadre pittoresque antérieur.
En 1976, l'école était affiliée au système d'éducation du Conseil indien pour l'enseignement secondaire. Elle amenait à l'examen du certificat d'enseignement secondaire (classe X) et du certificat de fin d'études (classe XII).
En 1995, l'école a célébré son 150ème anniversaire. Les anciens dirigeants, les Martins de tout le pays et de l'étranger, et les délégations de Lyon et de Calcutta, sont venus à Lucknow pour cet événement. Pour commémorer l'occasion, l'histoire de l'école par l'université "Bright Renown" a été publiée, une exposition sur l'histoire de l'école a été organisée, et pendant plusieurs jours, la Constantia a été illuminée dans la nuit. Le président de l'Inde a publié un timbre-poste pour reconnaître la contribution de La Martinière Lucknow.
En 1997, l'un des enseignants a été assassiné au début de la matinée du 7 mars. Le frère anglo-indien de trente ans, Frederick Gomes, assistant directeur du collège et instructeur de formation physique, a été assassiné dans son bungalow sur le périmètre des terrains de l'école. Deux personnes ont vu des coups de feu dans une fenêtre brisée à l'arrière du bâtiment, mais les coupables n'ont jamais été identifiés et le meurtre reste sans explication. Cependant, le meurtre a créé une sensation en Inde à l'époque, surtout lorsqu'il a été constaté que les élèves de l'école avaient accès à des armes à feu. Les journalistes Saeed Naqvi et Ashank Mehrotra, anciens élèves de l'école, ont commenté :« Le meurtre est une métaphore de notre époque. Un tel niveau de violence dans l'enceinte sacrée de La Martinière symbolise le fait que Lucknow, à l'image de l'Inde, a complètement cessé d'être ce qu'elle était autrefois ».

### Histoire de l'école pour filles
Contrairement aux écoles de Calcutta et de Lyon, il n'y avait aucun legs de Claude Martin pour fonder une école pour filles à Lucknow. Cependant, des fonds ont été obtenus à partir d'un fonds d'éducation féminine et une école a débuté à Moti Mahal. L'École pour filles de Lucknow, telle qu'elle était alors connue, était dirigée par Mme Saunders Abbott. À la suite d'une subvention du gouvernement, l'école a été déplacée à son emplacement actuel à Khursheed Manzil en 1871 et a été constituée en tant que branche du La Martinière College. L'adoption et la dotation ont été facilitées par la distribution par la Haute Cour de Calcutta de fonds excédentaires de l'héritage de Claude Martin laissé pour aider à la libération et au soulagement des prisonniers pour dette.
Khursheed Manzil, ou la Maison du Soleil, est un grand manoir à deux étages marqué par des tours aux coins. Le bâtiment a été commencé par Saadat Ali Khan, et complété par son fils, Ghazi-ud-Din Haidar. La propriété a été construite sous la forme d'un château fortifié. Il y a un fossé de 3.7 mètres de largeur, sur lequel il y avait autrefois un pont-levis. Après l'annexion d'Oudh, en 1856, Khursheed Manzil a été utilisé comme chapelle par les officiers du 32ème régiment, et il est devenu connu sous le nom de Mess House.
Au cours de la révolte des cipayes, le lieu a été le théâtre de combats obstinés, auxquels lord Wolseley, alors capitaine et Lord Roberts, lieutenant, participèrent activement. Ce dernier a planté le drapeau de la 2ème Infanterie Punjab sur la tourelle ouest comme signe de capture. Le bâtiment a été pris d'assaut et occupé le 17 novembre 1857. En rappel constant de ces jours, un petit pilier se trouve juste à l'intérieur de la porte à gauche. Il porte l'inscription suivante: « C'est ici que Havelock, Outram et Sir Colin Campbell se sont rencontrés le 17 novembre 1857 ».
En 1889, le gouvernement a donné à l'école la plus haute certification pour l'éducation des européens. Plus tard, l'école a été reconnue pour le Conseil d'examen d'outre-mer de l'Université de Cambridge.
En 1907, sur recommandation de Monsieur SH Butler, récipiendaire de l'Ordre de l'Empire des Indes, sous-commissaire, le gouvernement a donné aux fiduciaires et au gouverneur de l'école un terrain adjacent au complexe, à l'ouest de la Banque du Bengale (maintenant Banque d'État de l'Inde) augmentant considérablement la taille du domaine.

### Liste des principaux de la Martinière

#### Ecole pour garçons
- John Newmarch était le premier principal de La Martinière de Lucknow en 1845.
- Leonidas Clint (1812 – 21 juillet 1897), a été le principal de La Martinière de Lucknow de 1845 à 1854. Il était diplômé du Trinity College (Cambridge). Après cela, il retourna au Royaume-Uni pour entrer dans les Ordres. Il fut ordonné diacre en 1859, puis prêtre en 1861 (à St David). Il a été curé de Lamphey (1859–1861), de Hereford (1861–1863), Presteigne (1863–1865) et de Brockhampton (1865–1874). Il a été vicaire de Lingen de 1874 à 1893. Il a été l'éditeur de The Flower and the Leaf de Dryden et l'auteur de Conic Sections. Il est mort à Dewsbury dans le Yorkshire, à l'âge de 85 ans[16].
- George Schilling a été promu principal en 1854, après avoir été maître-assistant à La Martinière de Calcutta[17]. Il a été principal durant la révolte des cipayes en 1857.
- Lieutenant Thomas Percival Wood (1882 – 25 septembre 1915), principal de l'école (1910–1915) et officier des artilleurs volontaires de Lucknow. Wood a étudié au Dulwich College à Londres et au Peterhouse College à Cambridge. Il a été proviseur au lycée Ampere à Lyon de 1906 à 1907. Après avoir offert ses services en 1914, il fut promu lieutenant de l'armée de réserve indienne en février 1915. Après quatre mois passé avec les 1/7th Gurkha Rifles à Quetta, il se lanca dans les Forces expéditionnaires en France, où il joignit la 3rd Queen Alexandra's Own Gurkha Rifles en septembre 1915. Il est mort à la Bataille de Loos en ayant courageusement dirigé ses hommes au combat[18]. Son nom est commémoré au mémorial de Neuve-Chapelle en France[19].
- CLS Garnett était le principal de 1915 à 1926.
- Colonel William Edgar Andrews, principal de 1926 à 1951. Andrews voyagea en Inde en 1914 pour occuper la chaire d'histoire et de géographie à La Martinière de Calcutta. En 1921, il obtînt la direction du Boys' High School and College d'Allahabad. Il fut nommé principal de La Martinière Lucknow en 1926. Andrews supervisa plusieurs changements et améliorations de l'école, parmi lesquels la construction des halls moderne Spence et Sykes, l'introduction d'un hymne scolaire et la remise des honneurs royaux de bataille.
- Meredith Doutre a été le premier principal indien[20].
- Colonel Hector R H "Danny" Daniels.
- Desmond Shaw, ancien élève de l'école, il a également été principal de la Cathedral & John Connon School à Bombay.
- Terence Phillips, également ancien élève de l'école, il fut brièvement principal de l'école avant de devenir principal de la Wynberg Allen School à Mussoorie.
- Elton Stein deSouza, lui aussi ancien élève de l'école, il dirigea l'école jusqu'à sa retraite en 2011.
- Carlyle Andre' McFarland est l'actuel principal de l'école. Il enseignait auparavant l'anglais au Lucknow Christian College.

#### Ecole pour filles
Dans les premières années, l'école pour filles était dirigée par une directrice sous l'autorité du principal de l'école pour garçons.

##### Directrices
- 1869–1870 Mademoiselle Dixon
- 1870–1871 Madame Marshall
- 1871–1872 Mademoiselle Wilson
- 1872–1878 Mademoiselle Auld
- 1879–1882 Mademoiselle Pennington
- 1884-1885 Mademoiselle Mathews
- 1886–1889 Mademoiselle Granger
- 1890–1894 Mademoiselle Greenwood
- 1894–1897 Mademoiselle Young
- 1898–1901 Mademoiselle Edith Annette Gow
- 1902–1906 Mademoiselle Stephenson Jellie

##### Principales
- 1907–1908 Mademoiselle Lavinia Teasdale a été la première principale et secrétaire honoraire de l'école pour filles.
- 1909–1915 Mademoiselle Ida Williams
- 1916–1923 Mademoiselle D. B. Oolving
- 1924–1937 Mademoiselle M. Chick
- 1937–1948 Madame Margaret Grayhurst
- 1948–1950 Madame Ellen Howe
- 1948–1950 Mademoiselle Annette Gresseux
- 1951–1977 Mademoiselle Mary Annette Gresseux a été la première principale indienne. Elle engagea l'agrandissement de l'école et supervisa ses travaux.
- 1978–1997 Madame Florence Keelor
- 1997–2016 Madame Farida Abraham

## Le palais de Constantia

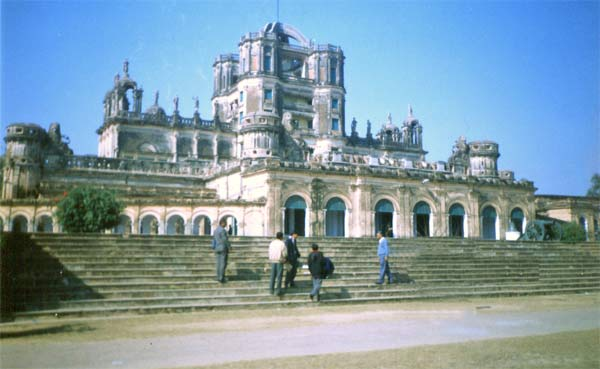
Constantia

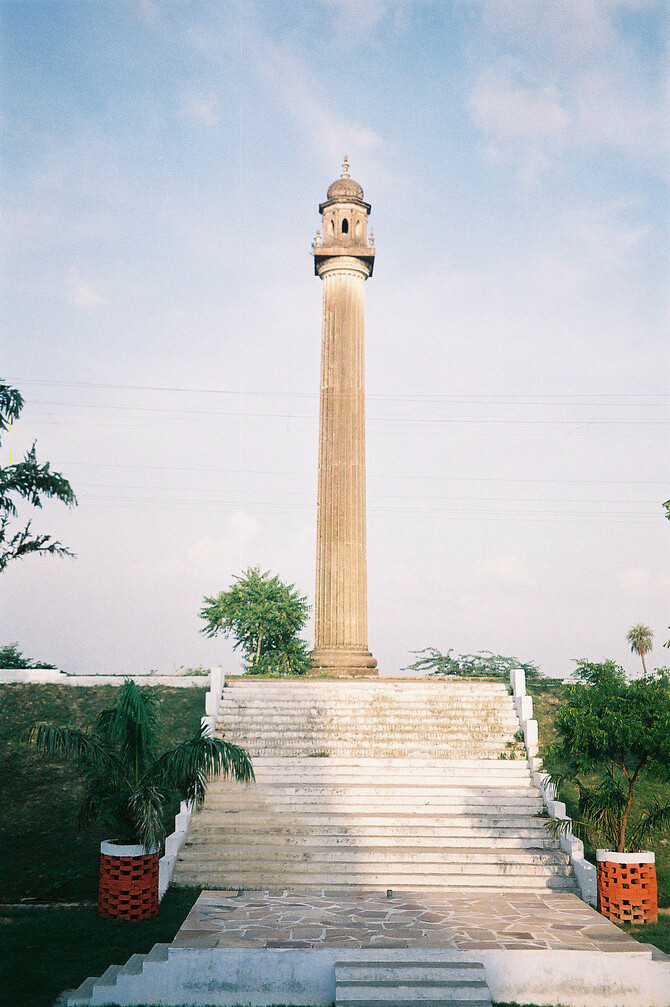
The Lat

L'école pour garçons de La Martinière occupe la partie centrale du bâtiment de Constantia et se trouve dans un campus d'environ 200 km2 dont une partie est maintenant utilisée par le club de golf de Lucknow. Le domaine abrupt comprend également un village appelé Martin Purwa, nommé d'après Claude Martin, et une partie du zoo de Lucknow.
Constantia se dresse sur une terrasse paysagère surplombant ce qui était autrefois un lac, du centre duquel se lève une solide colonne cannelée avec une coupole maure connue sous le nom de « Lat ». Le monument mesure environ quarante mètres de hauteur, et on le pense être soit un phare, soit une marque pour signaler la tombe du cheval de Claude Martin. Au fil des années, la rivière Gomti s'est rapprochée, ce qui a nécessité des aménagements entre la rivière, la terrasse et le « Lat ». En 1960, les terrains ont été inondés et les tremblements de terre de 1803 et 1934 ont provoqué la chute de plusieurs statues de leurs socles où elles couronnaient l'architecture. Les statues sont dans des styles anciens.
Le bâtiment est construit dans un mélange inhabituel de styles. Les chambres sont décorées de bas-reliefs, d'arabesques et d'autres ornements de style italien. Le potier anglais du dix-huitième siècle, Josiah Wedgwood, aurait réalisé les plaques en plâtre parisien décorant la bibliothèque et la chapelle. Cependant, on pense que les plaques qui représentent des thèmes classiques et mythologiques sont des constructions locales. Les commandes de tonnes de plâtre importé de Paris ont été découvertes dans les lettres de Claude Martin, on pense qu'ils sont en réalité basés sur seulement un ou deux modèles originaux. Ce qui a été importé, ce sont les grands miroirs, les tapis français, les tables en marbre incrustées de marbre et les peintures, dont certaines de Johann Zoffany, ami de Claude Martin. Le bâtiment a été décrit comme « issu à la fois des Lumières, de la fantasie Nawabi et du gothique colonialiste. La façade mélange les colonnades géorgiennes avec les meurtrières et les tourelles d'un château médiéval, avec au-dessus, les arcades palladiennes montant jusqu'au Mughal copulas ».
Philip Davies écrit sur l'architecture du Raj dans le London News de mai 1982. Plus particulièrement pour Constantia, il explique :
« Construit dans les années 1790, c'est un bâtiment bizarre dans un pays renommé pour ses excentricités. Encore plus incongrue, il abrite aujourd'hui une éminente école publique indienne bénie avec tous les rituels tribaux d'Eton ou d'Harrow. C'est un bâtiment inquiétant avec un design des plus particuliers. La tour centrale est reliée à un pont et l'on peut voir, sur toute l'allée centrale, une étrange série de statues dominées par deux énormes lions dont les yeux étaient censés être éclairés par des lanternes rouges. »

## La vie à La Martinière

### Enseignements
Le programme scolaire comprend les mathématiques, la langue et la littérature anglaise, l'histoire, l'éducation civique, la géographie, la comptabilité de base, les études commerciales, les sciences, l'art, l'artisanat, la menuiserie, le chant, l'hindi, le sanskrit, le français (jusqu'à la classe VIII), l'informatique et l'EPS (trois fois par semaine jusqu'à la classe X).
Les élèves de classe X (équivalente en Inde de la seconde en France) sont préparés pour le certificat d'enseignement secondaire indien (équivalent du brevet français) et pour l'examen du certificat de l'école indienne (équivalent du baccalauréat) lorsqu'ils sont dans la classe XII (équivalente de la classe de terminale française).
Les quatre enseignements supplémentaires à partir de la classe X sont les sciences humaines, le commerce, les SVT et la physique.

### Activités extrascolaires
- Formation physique et militaire - l'école possède une troupe du corps national des cadets (Rifles) de la division senior[22] et deux troupes de la division junior (marine et armée de l'air), représentant les trois Services de défense. Les jeunes garçons appartiennent à la troupe scolaire scout. Le jeudi a lieu le défilé, puis les activités scolaires une fois les missions militaires et scoutes réalisées. La compétition du Hashmann Memorial Shield se tient le dernier jour ouvrable avant les vacances d'hiver et l'on y décerne un prix à la meilleure équipe militaire.
- Jeux et sports - les sports sont l'athlétisme, la gymnastique, le cricket, le football, le basket-ball, le badminton, le volley-ball, la natation, le hockey sur gazon, le tennis, le tennis de table, le tir et l'équitation.
- Les compétences intellectuelles - des cours de rhétorique, de diction, de déclamation, d'art dramatique, d'écriture créative et des jeux de question-réponse sont menés régulièrement.

### Installations sportives
L'école possède de nombreuses installations sportives. Il existe deux terrains de sport, connus sous le nom de Polo Ground et Fairy Dale Ground. Le terrain de polo, comme son nom l'indique, a été utilisé à l'origine pour les jeux de polo. Aujourd'hui, on y pratique du football et de l'athlétisme. Il est également le théâtre de la formation physique lors de la journée du sport. Le cricket et le hockey sur gazon sont joués au Fairy Dale Ground. Il y a également une grande salle de gymnastique, une patinoire et une piscine couverte. L'école dispose enfin d'un terrain de volley-ball, d'un terrain de basket-ball, d'une autre piscine et de courts sur gazon pour le tennis.

### Ensemble musical scolaire
Un pipe band existe dans l'école depuis 1967. C'était autrefois une partie du contingent de la Division principale de la CCN et les membres de l'ensemble jouaient en uniforme de la CCN avec une plume sur leur béret.

### Les maisons de La Martinière
Le lycée est divisé en quatre maisons, principalement pour promouvoir la compétition scolaire et sportive entre les élèves. Les maisons ont d'abord été nommées en 1913. Elles sont appelées Martin (bleu), Lyons (jaune), Cornwallis (vert) et Hodson (rouge). Le professeur responsable d'une maison est l'autorité la plus importante en son sein. Il est assisté par les préfets de la maison qui sont des garçons âgés avec des qualités de leadership.

## Armoiries de La Martinière

Armoiries de l'école

Le blason des écoles de La Martinière a été conçu par le fondateur Claude Martin. Il est soutenu par sept drapeaux, chacun portant la représentation d'un poisson, l'emblème d'Oudh. L'illustration de l'écusson semble incarner la vie de Claude Martin. Le navire rappelle son voyage en Inde où il a établi sa fortune, le lion avec le fanion représente sa carrière d'officier dans la Compagnie des Indes orientales et avec le Nawab d'Oudh, le soleil couchant derrière le bâtiment à la droite du bouclier semble signaler le coucher de soleil de vie et la grande place que la construction de Constantia a joué dans ses derniers jours. Le blason et la devise qui l'accompagne Labore et Constantia sont maintenant partagés par toutes les écoles fondées par Claude Martin.
Le drapeau de l'école de La Martinière se compose des armoiries sur un fond bleu et or. Le drapeau est dressé au-dessus des bâtiments et est utilisé pour les événements formels et les célébrations, comme la fête du fondateur annuelle.

## Tombe de William Hodson

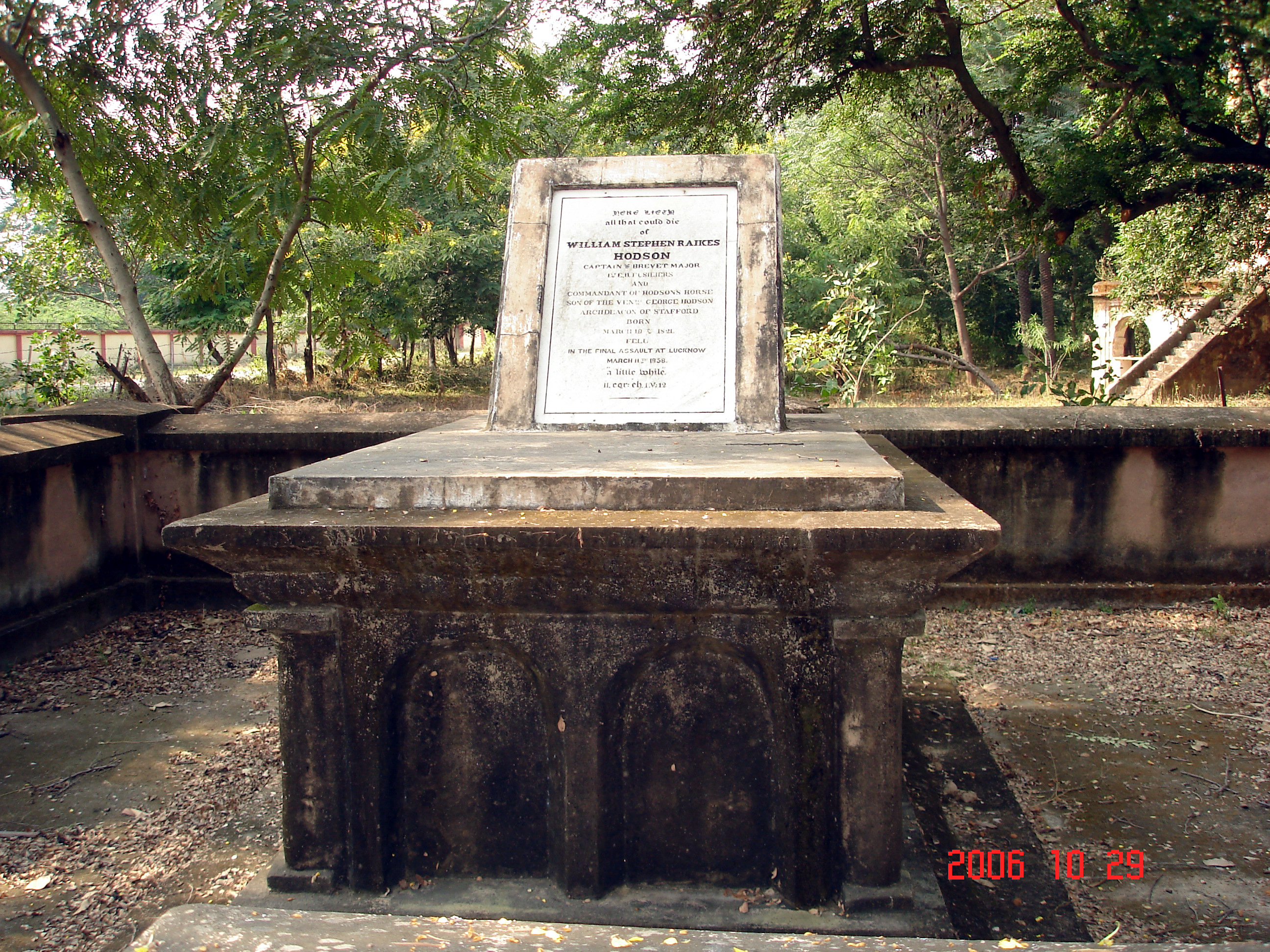
mémorial et tombe du Brevet Major William Hodson

Dans le domaine se trouve la tombe et le mémorial du major William Hodson, du 4th Horse, devenu célèbre lors de la révolte de 1857.

## Anciens élèves
Les élèves et anciens élèves des écoles de La Martinière sont appelés les Martins.

## Association des anciens élèves
Hubert S Bolst (1872-1947) est le fondateur de l'Association des anciens élèves. C'était un ancien de l'école qui s'est réuni avec plusieurs Martins à Faizabad pour célébrer la Fête du Fondateur. Ce rassemblement non officiel a été la genèse de l'actuelle Old Martinians' Association (OMA) qui a aujourd'hui des antennes réparties dans le monde entier. Les antennes de l'OMA en Australie, au Royaume-Uni et au Canada sont les plus actives.
Le fondateur Bolst est mort en 1947 et a laissé dans son testament des instructions pour qu'une somme de 5000 roupies soit remise à l'OMA en tant que « fonds de dotation ». Les intérêts découlant de cet investissement ont été utilisés pour fournir une bourse au mérite d'un garçon savant, nécessiteux et méritant lors de la journée anglo-indienne. Depuis, quelque 50 bénéficiaires de la bourse ont des raisons de remercier Hubert Bolst.

## La Martinière dans la culture populaire

### La Martinière au cinéma
Le palais Constantia a été le lieu de tournage pour différents films, parmi lesquels :
- Kim, un film d'aventure de 1950 produit par Metro-Goldwyn-Mayer avec Errol Flynn, Dean Stockwell (interprétant Kim), Paul Lukas et Robert Douglas.
- Shakespeare Wallah, un film de 1965 basé sur la vrai vie de Felicity Kendal.
- Shatranj Ke Khilari (Les Joueurs d'échecs), un film de 1977 réalisé par Satyajit Ray.
- Stones Of The Raj: The French Connection, un documentaire de 1997 pour Channel 4 réalisé par William Dalrymple[27].
- Gadar: Ek Prem Katha, un film bollywoodien de 2001 avec Sunny Deol, Amisha Patel et Amrish Puri.
- Indra, un film bollywoodien de 2002 avec Sonali Bendre.
- Anwar, un film bollywoodien de 2007 avec Manisha Koirala.
- Always Kabhi Kabhi, un film bollywoodien de 2011 produit par Shahrukh Khan avec Ali Fazal.
- Sasura Bada Paisa Wala, un film de 2001 avec Amisha Patel et Amrish Puri.

### La Martinière dans la littérature
Le roman Kim (1901) de Rudyard Kipling parle des aventures de Kimball O'Hara, fils orphelin d'un soldat britannique. Kim a la possibilité d'aller à l'école St-Xavier de Lucknow, l'école la plus prestigieuse des Indes britanniques. St-Xavier est une création fictive, mais les spécialistes de Kipling pensent que l'école est modelée sur la réelle école de la Martinière,.
La Martinière de Lucknow est évoquée dans le magnum opus de Qurratulain Hyder Aag ka Darya (Rivière de Feu). Ce livre est l'équivalent dans la littérature ourdou de Cent ans de solitude dans la littérature hispanique.
Le roman historique Zemindar écrit en 1981 par Valerie Fitzgerald présente le siège de Lucknow en 1857 et utilise La Martinière comme toile de fond. Le roman possède comme personnage, un garçon « martin » appelé Lou.
L'écrivain indien Allan Sealy, un ancien élève de l'école, a établi son premier roman Trotter-Nama dans la vieille maison, qu'il a rebaptisée Sans Souci. L'école est également présente dans un certain nombre de nouvelles.

### Les timbres en l'honneur de la Martinière
L'école de la Martinière à Lucknow est l'un des rares établissements d'enseignement en Inde, et peut-être dans le monde, représentés sur des timbres-poste.
Le 1er octobre 1995, lors du 150e anniversaire de l'ouverture de l'école, Shankar Dayal Sharma, alors président de l'Inde, a fait imprimer un timbre-poste de deux roupies en l'honneur de l'école.
En 2007, lorsque l'école des filles a célébré son 138e anniversaire, elle a reçu un honneur similaire et une première couverture a été publiée par le Département des postes avec une image de Khursheed Manzil.

## Pour aller plus loin
- Chandan Mitra. Constant glory: La Martinière saga 1836–1986. Calcutta: Oxford University Press, 1987, 95pp.  (ISBN 0-19-562044-5).
- Edward H Hilton. The Martiniere boys in the Bailey Guard. Lucknow : American Methodist Mission Press, 1877, 18pp.
- Rules and Regulations of La Martiniere, founded in Calcutta under the will of Major General Claude Martin with an extract of the will of the testator, the decree of the supreme court with regard to the same and other documents. Published by order of the Governors. Calcutta: La Martiniere College, 1835, 103pp.
- Rosie Llewellyn-Jones. A very ingenious man: Claude Martin in early colonial India. Delhi: Oxford University Press, 1993, 241pp.  (ISBN 0-19-565099-9).